# Мернеферра Эйе
Мернеферра Эйе — фараон Древнего Египта, правивший приблизительно в 1683 — 1659 годах до н. э. Представитель XIII династии (Второй переходный период).

## Правление

### Артефакты Мернеферра Эйе
О его правлении практически ничего неизвестно. Согласно Туринскому папирусу, Мернеферра Эйе, следующий в списке за Уахибра Иаиб, правил 23 года 8 месяцев и 18 дней. Эта запись делает фараона Мернеферра Эйе находящимся у власти самое длительное время из всех фараонов XIII династии, которая отмечается общей многочисленностью и непродолжительностью правления царей. Однако, несмотря на такое длительное царствование, от его времени сохранилось совсем незначительное количество артефактов. Среди них следует отметить не менее 62 поразительно однообразных скарабеев, причём 51 из которых неизвестного происхождения; одна цилиндрическая печать; шаровидный обсидиановый сосуд, который ныне находится в Метрополитен-музее; каменный блок с его именем, являющийся частью дверной перемычки, обнаруженный в 1908 году Жоржем Легреном в Карнакском храме; также известен пирамидион с начертанным на нём именем Мернеферра Эйе.
Этот пирамидион был конфискован у грабителей египетской полицией в 1911 году в Факусе, недалеко от древнего города Авариса, столицы гиксосов. На нём высечено имя Мернеферра Эйе и изображён он сам, стоящий на лодке и делающий возлияние богу Хору «Владыке небес». Наличие пирамидиона служит доказательством, что у Мернеферра Эйе была пирамида и, что эта пирамида была им достроена до конца. Однако, мало вероятно, чтобы пирамида этого фараона находилась в Дельте, близ Авариса. Очевидно, эта пирамида находилась в некрополе Мемфиса и была разграблена в период господства гиксосов и пирамидион был доставлен в Аварис. Это подтверждается поврежденным текстом на пирамидионе, в котором первоначально упоминались четыре бога, двумя из которых были Птах и Ра-Хорахте. Культ этих богов в основном происходит из Мемфиского некрополя, а не из Авариса.
Судя по скарабеям, места находок которых известны, власть Мернеферра Эйе распространялась на весь Египет. Один из них был обнаружен в Коптосе, другой — в Абидосе, а третий — в Лиште. Все эти памятники находятся в пределах Верхнего Египта. Однако ещё два скарабея были найдены в Дельте — один в Басте (Бубастисе), другой — в Телль-эль-Яхудии (это название можно перевести как «Холм евреев»). Следовательно, можно прийти к выводу о том, что обитатели этих поселений считали Мернеферра Эйе своим царём. С другой стороны, скарабеи служили печатями официальных лиц. Следовательно, они могли оказаться в Дельте вместе с данью, взимаемой гиксосским царём.
После его смерти начался распад Египта. Перед лицом возрастающей мощи азиатов в Нижнем Египте династия начинала всё более явно демонстрировать нестабильность и другие признаки слабости, что ускорило процесс распада страны — прежде медленный и непостоянный.

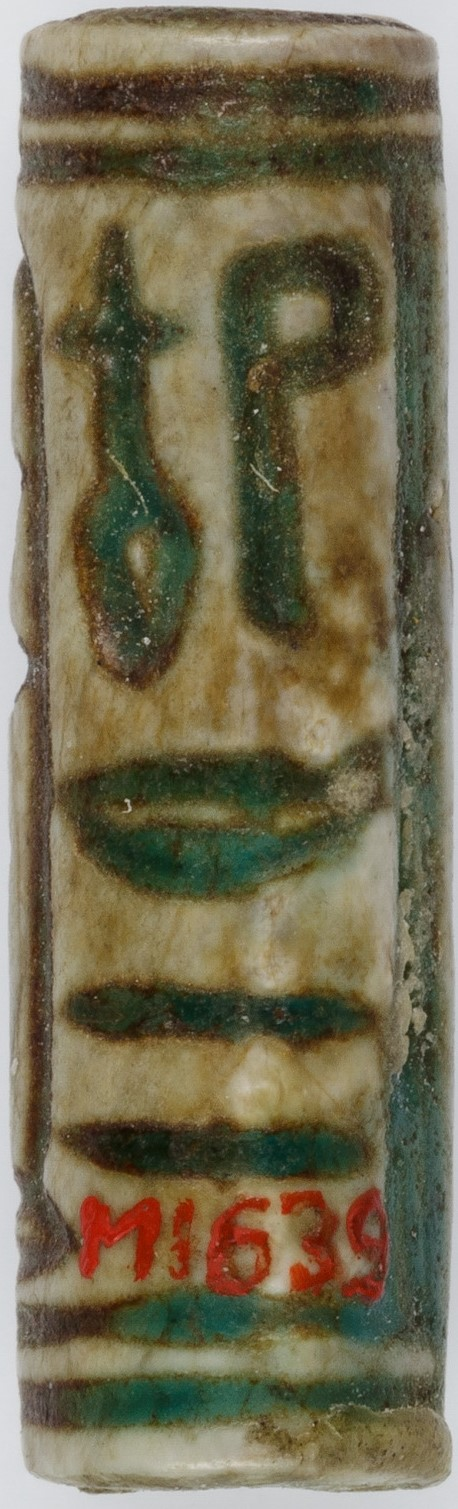
Цилиндрическая печать фараона Мернеферра. Метрополитен-музей, Нью-Йорк
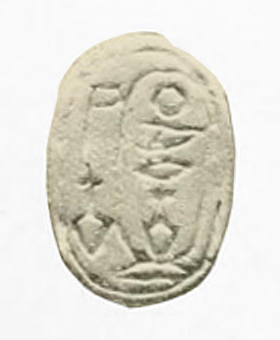
Скарабей (тип B) с картушем фараона Мернеферра (Эйе). Неизвестное происхождение. Мыльный камень. Лондон, Британский музей EA 16567
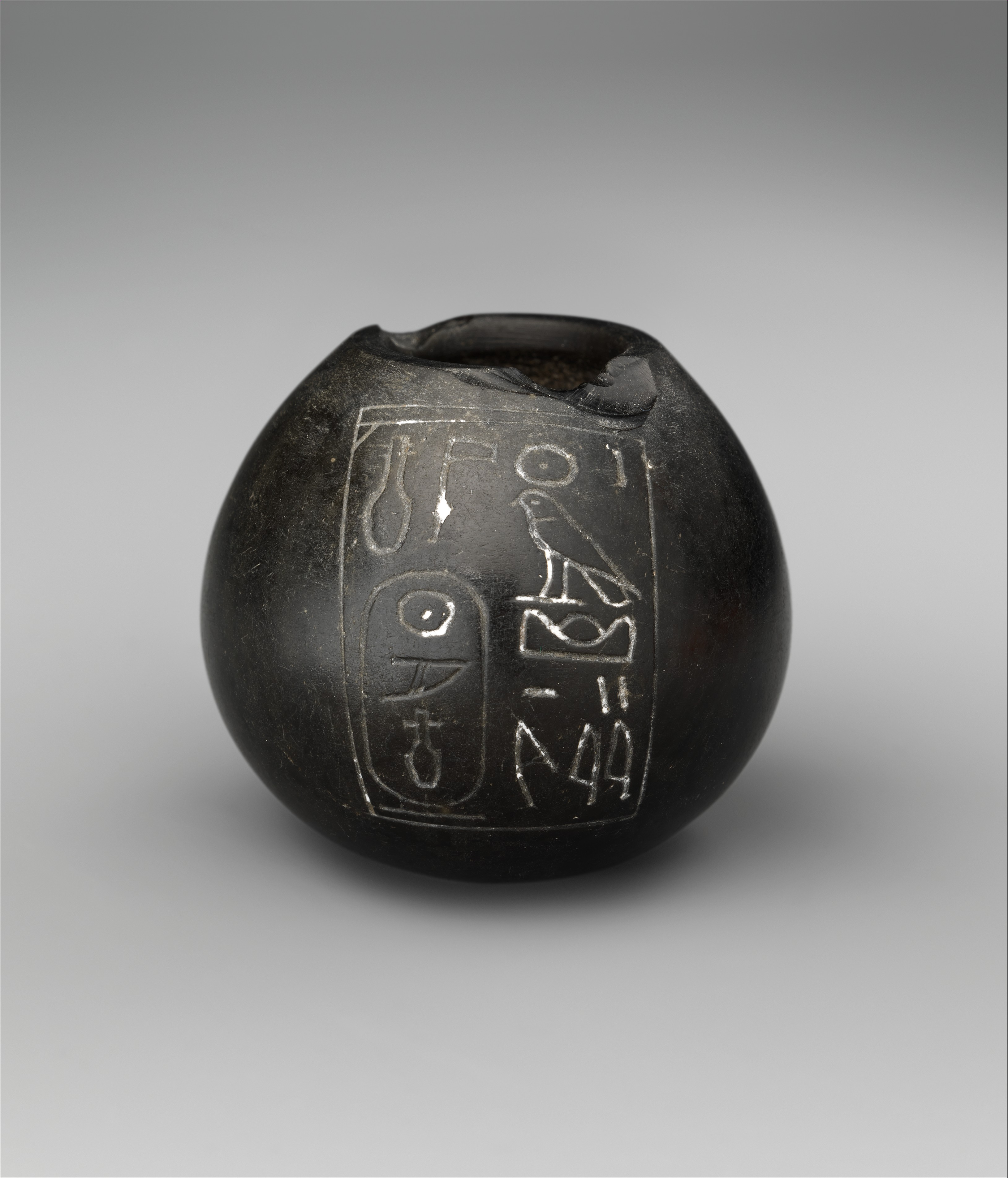
Шаровидный обсидиановый сосуд фараона Мернеферра. Метрополитен-музей, Нью-Йорк
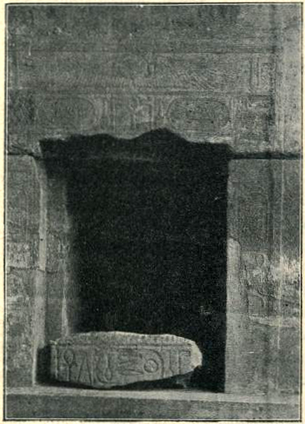
Каменный блок с именем фараона Мернеферра, являющийся частью дверной перемычки. Обнаружен в 1908 году Жоржем Легреном в Карнакском храме

### Имена Мернеферра Эйе
Его тронным именем было Мернеферра, «Возлюбленным и прекрасным бога солнца», а личным именем — Эйе.
| nswt&bity |

| nswt&bity |

| N5 | U7 | F35 |

| N5 | U7 | F35 |

| N5 | U7 | F35 |

| N5 | U7 | F35 |

| N5 | U7 | F35 |

| N5 | U7 | F35 |

| N5 | U7 | F35 |

| N5 | U7 | F35 |

| N5 | U7 · D21 | F35 |

| N5 | U7 · D21 | F35 |

| N5 | U7 · D21 | F35 |

| N5 | U7 · D21 | F35 |

| N5 | U7 · D21 | F35 |

| N5 | U7 · D21 | F35 |

| N5 | U7 · D21 | F35 |

| N5 | U7 · D21 | F35 |

| G39 | N5 |

| G39 | N5 |

| M17 | A2 | M17 | M17 |

| M17 | A2 | M17 | M17 |

| M17 | A2 | M17 | M17 |

| M17 | A2 | M17 | M17 |

| M17 | A2 | M17 | M17 |

| M17 | A2 | M17 | M17 |

| M17 | A2 | M17 | M17 |

| M17 | A2 | M17 | M17 |

| XIII династия                |                                                                                 |                          |
| Предшественник: Уахибра Иаиб | фараон Египта 2-я пол. XVIII века до н. э. (правил 23 года 8 месяцев и 18 дней) | Преемник: Мерхотепра Ини |